# Агломерація затоки Сан-Франциско
Агломера́ція зато́ки Сан-Франци́ско (англ. San Francisco Bay Area, також The Bay Area) — велика міська агломерація в північній Каліфорнії, що сформувався навколо затоки Сан-Франциско і названа її ім'ям.
В агломерації проживає близько 8 мільйонів людей.
Численні міста, поселення, військові бази, аеропорти, парки та заповідники конурбації розташовані на території дев'яти округів штату і з'єднані щільною мережею автомагістралей, приміського-міського метро BART і залізниць.
У південній частині, в окрузі Санта-Клара, виділяється Кремнієва долина.

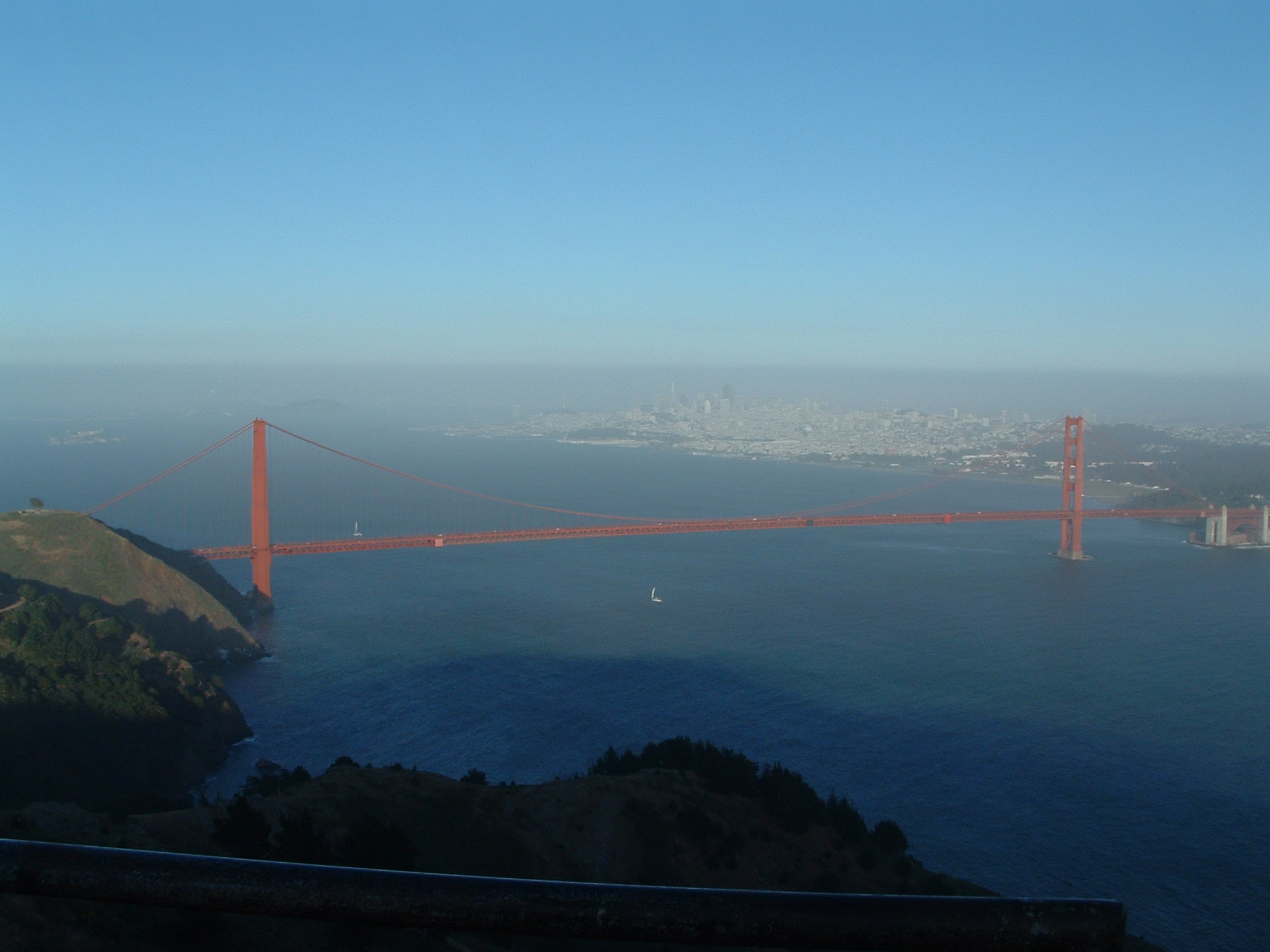
Панорама на затоку, місто Сан-Франциско та Золоті ворота